# Scott Fiti
Scott James Fiti (* 17. Juli 1995 in Tamuning, Guam) ist ein mikronesischer Leichtathlet, der sich auf den Sprint spezialisiert hat.

## Sportliche Laufbahn
Erste Erfahrungen bei internationalen Meisterschaften sammelte Scott Fiti im Jahr 2017, als er dank einer Wildcard im 100-Meter-Lauf bei den Weltmeisterschaften in London startete und dort mit 11,23 s in der Vorausscheidungsrunde ausschied. Anschließend verpasste er bei den Mini-Pazifikspielen in Port Vila mit 22,75 s den Finaleinzug im 200-Meter-Lauf. Im Jahr darauf gewann er bei den Mikronesienspielen auf den Yap-Inseln in 11,22 s die Bronzemedaille und 2019 erreichte er bei den Ozeanienmeisterschaften in Townsville das Halbfinale über 100 Meter, in dem er mit 11,25 s ausschied, während er über 200 Meter mit 23,00 s nicht über die erste Runde hinauskam. Im Juli schied er bei den Pazifikspielen in Apia mit 12,64 s und 22,39 s jeweils im Halbfinale aus und daraufhin kam er bei den Weltmeisterschaften in Doha mit 11,34 s erneut nicht über die Vorausscheidungsrunde hinaus. 2021 nahm er mit einer Wildcard an den Olympischen Sommerspielen in Tokio teil und schied dort mit 11,25 s in der ersten Runde aus. Zudem war er Fahnenträger seiner Nation bei der Eröffnungsveranstaltung der Spiele.
2022 schied er bei den Ozeanienmeisterschaften in Mackay mit 11,76 s in der ersten Runde über 100 Meter aus, wie auch bei den Weltmeisterschaften in Eugene mit 11,61 s. Im Jahr darauf schied sie bei den Weltmeisterschaften in Budapest mit 11,60 s in der Vorausscheidungsrunde aus. Im November schied er bei den Pazifikspielen in Honiara mit 11,56 s im Vorlauf über 100 Meter aus und verpasste mit der 4-mal-100-Meter-Staffel mit 43,96 s den Finaleinzug. 2024 schied er dann bei den Hallenweltmeisterschaften in Glasgow mit 7,52 s in der Vorrunde im 60-Meter-Lauf aus. Im Juni kam er bei den Ozeanienmeisterschaften in Suva mit 11,84 s im Vorlauf über 100 Meter aus, ehe er bei den Olympischen Sommerspielen in Paris mit 11,61 s in der Vorausscheidungsrunde ausschied.

## Persönliche Bestleistungen
- 100 Meter: 11,10 s (−1,0 m/s), 15. Juli 2019 in Apia
  - 60 Meter (Halle): 7,52 s, 1. März 2024 in Glasgow
- 200 Meter: 22,24 s (+1,1 m/s), 17. Juli 2019 in Apia